# 蘭德斯 (加利福尼亞州)
蘭德斯（英語：Landers）是位於美國加利福尼亞州聖貝納迪諾縣的一個非建制地區。該地的面積和人口皆未知。

## 地理
蘭德斯的座標為34°15′58″N 116°23′32″W / 34.26611°N 116.39222°W，而該地的平均海拔高度為940米（即3084英尺）。